# Turalići (Vlasenica)
Pour les articles homonymes, voir Turalići.
Turalići (en serbe cyrillique : Туралићи) est un village de Bosnie-Herzégovine. Il est situé dans la municipalité de Vlasenica et dans la république serbe de Bosnie. Selon les premiers résultats du recensement bosnien de 2013, il ne compte plus aucun habitant.
Avant la guerre de Bosnie-Herzégovine, le village faisait entièrement partie de la municipalité de Vlasenica ; après la guerre, son territoire a été partiellement rattaché à la municipalité de Kladanj, intégrée à la fédération de Bosnie-et-Herzégovine.

## Démographie

### Évolution historique de la population dans la localité
| 1948 | 1953 | 1961 | 1971 | 1981 | 1991 | 2013 |
| ---- | ---- | ---- | ---- | ---- | ---- | ---- |
| -    | -    | 276  | 363  | 412  | 462, | 0    |

|  |